# آواکس

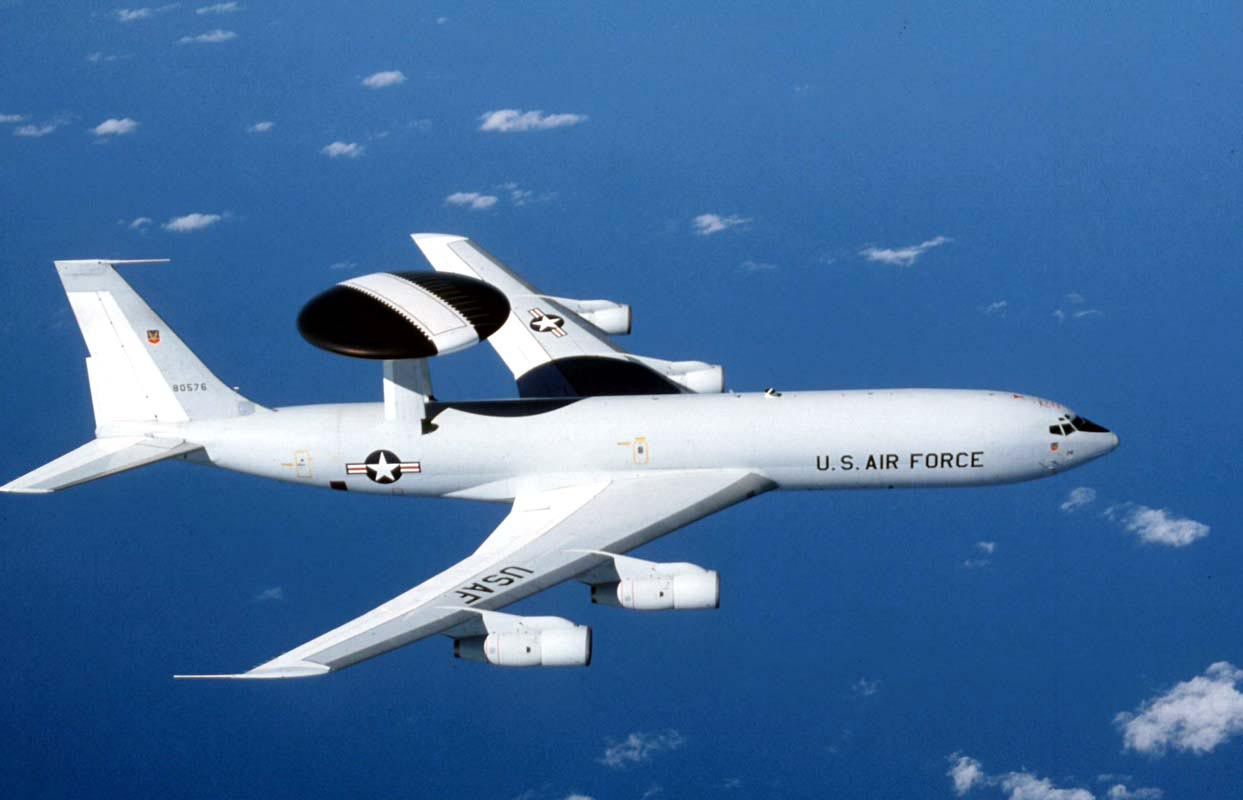
ای-۳ سنتری نیروی هوایی ایالات متحده

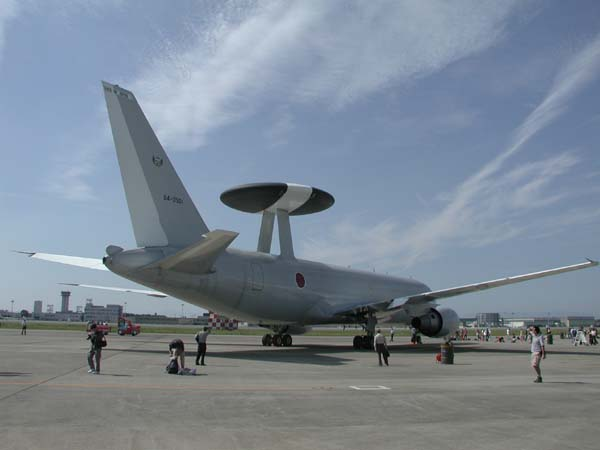
آواکس آمریکایی ئی-۷۶۷ متعلق به نیروی دفاع هوایی ژاپن

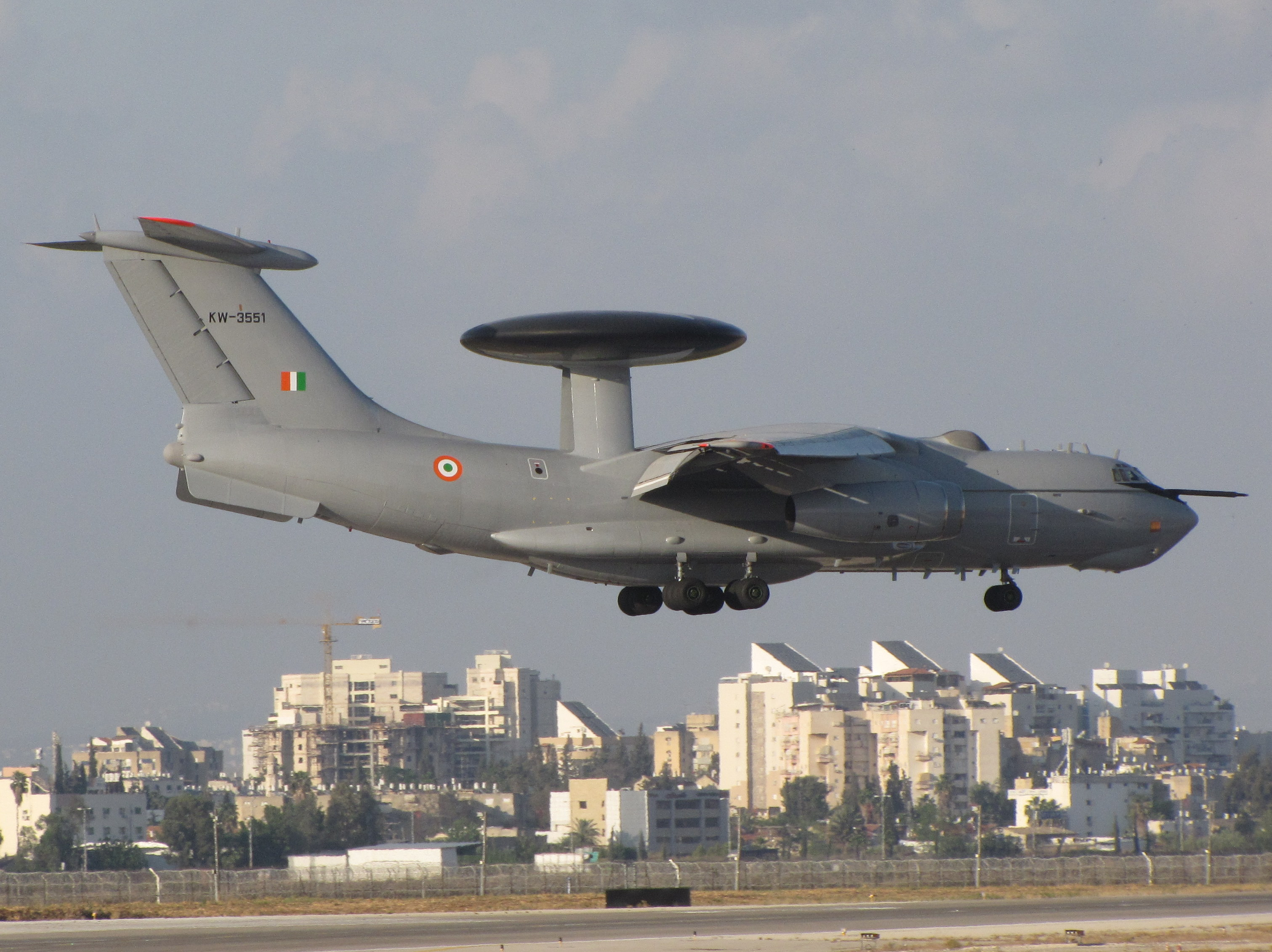
آواکس روسی بریف آ-۵۰ متعلق به نیروی هوایی هند

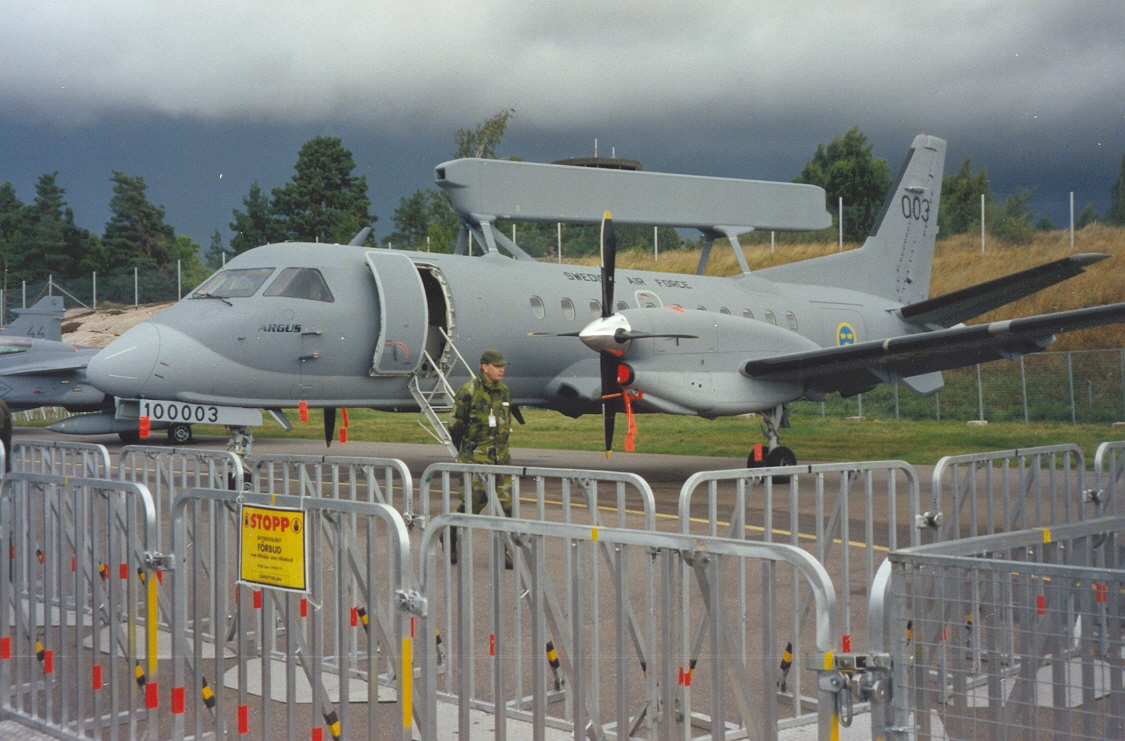
آواکس سوئدی ساب ۳۴۰ نیروی هوایی سوئد

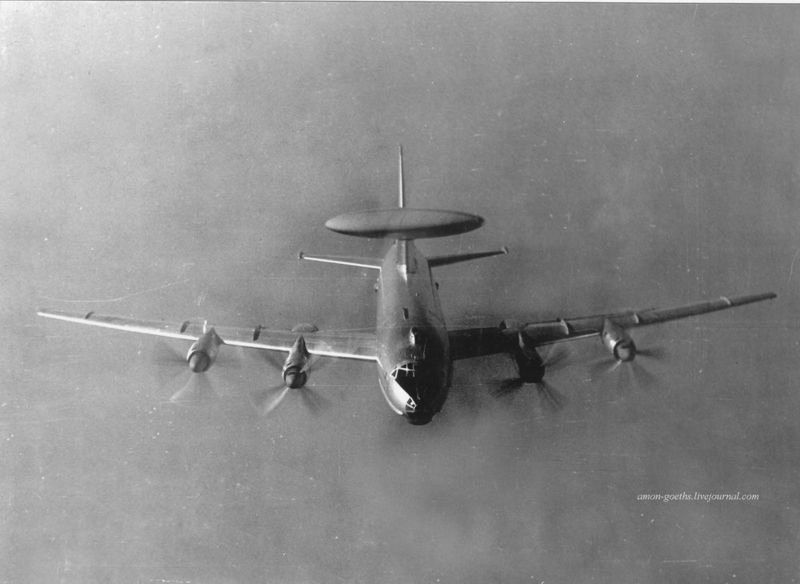
آواکس توپولف-۱۲۶ شوروی هنگام پرواز در سال ۱۹۷۷

سامانه کنترل و هشدار زودهنگام هوابرد، با نام اختصاری آواکس، (به انگلیسی: Airborne early warning and control(AEW&C)) گونه‌ای هواگرد با قابلیت دیده‌وری راداریِ است که به عنوان یک ایستگاه رادار نیرومند و متحرک برای انجام عملیات فرماندهی و کنترل و مدیریت جنگ (C2BM) طراحی شده‌است. وظیفه سامانه‌های آواکس شناسایی هواگردها، کشتی‌ها، و وسایل نقلیه دیگر از مسافت‌های بسیار دور و همچنین نظارت و فرماندهی جنگ‌های هوایی از طریق راهنمایی و هدایت هواپیماهای جنگنده و حمله به زمین است. قابلیت‌های آواکس‌ها به گونه‌ایست که هم در نقش‌های دفاعی و هم برای ماموریت‌های هجومی از آن‌ها استفاده می‌شود.
سامانه‌های آواکس می‌توانند وظیفه‌ای مشابه مراقبت پرواز در شرایط جنگی ایفا کرده و با هواپیماهای خودی ارتباط برقرار کنند، محدوده شناسایی آن‌ها را افزایش دهند و آن‌ها را از دید دشمن مخفی کنند چرا که هواپیماهای خودی قادر هستند از سامانه رادار آواکس استفاده کرده و نیازی به استفاده از سامانه رادار خود ندارد. با این وجود، هواپیماهای آواکس ممکن است توسط هواپیماهای دشمن که خارج از محدوده‌شان قرار دارند ردگیری شوند. دلیل این امر این است که قدرت پالس با دور شدن از منبع کاهش می‌یابد؛ بنابراین سیگنالی که می‌بایست به هدف برخورد کند و برگردد می‌بایست آنقدر قوی باشد که دو برابر فاصله بین فرستنده و هدف را پوشش دهد.
هواپیماهای آواکس متعددی در کشورهای مختلف ساخته شده‌اند و در سال‌های اخیر هلیکوپترهای آواکس هم ساخته شده‌اند. این سامانه‌ها معمولاً بر روی بدنه یک هواپیمای مسافربری یا ترابری نصب می‌شوند هرچند هواپیماهایی هم وجود دارند که از ابتدا برای ایفای این نقش طراحی شده‌اند.
در زبان انگلیسی، AWACS اختصاصاً به سامانه مورد استفاده در هواپیمای بوئینگ ئی-۳ سنتری و همچنین بوئینگ ئی-۷۶۷ متعلق به ژاپن اشاره دارد و AEW&C به تمام هواپیماهای هشدار سریع و فرماندهی هوایی اشاره دارد اما به‌طور کلی از واژهٔ آواکس برای اشاره به تمامی این هواگردها استفاده نیز می‌شود. در زبان فارسی هر دو آن‌ها آواکس نوشته می‌شوند.

## ویژگی‌های کلی

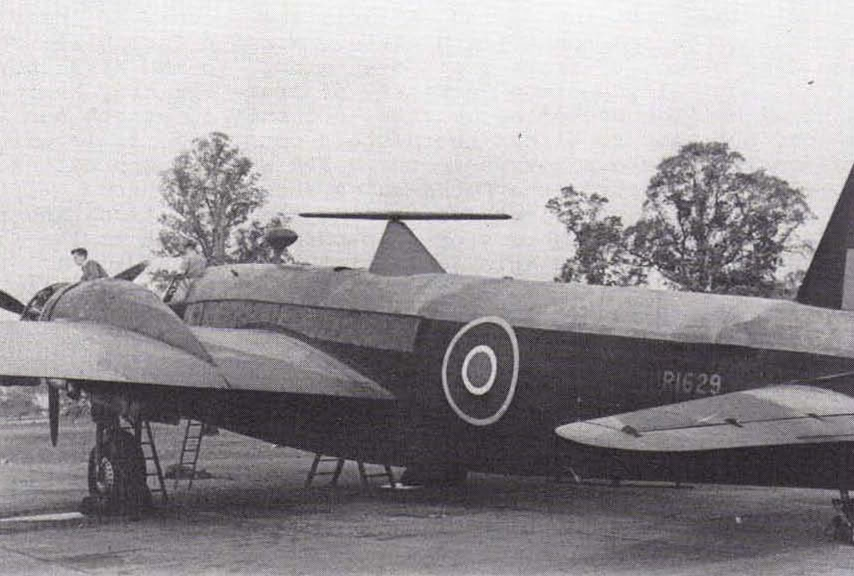
هواپیمای ایلیوشین ایل 76

سامانه‌های آواکس پیشرفته می‌توانند هواپیماهایی با فاصله ۴۰۰ کیلومتری را شناسایی کنند. این فاصله دور از تیررس اکثر موشک‌های زمین به هوا است. یک هواپیمای آواکس در ارتفاع ۳۰۰۰۰ پایی می‌تواند منطقه‌ای با مساحت ۳۱۲٬۰۰۰ کیلومتر مربع را پوشش راداری بدهد؛ بنابراین سه فروند آواکس در یک عملیات مشترک، می‌توانند مساحتی معادل مساحت اروپای مرکزی را به‌کلی پوشش دهند.

## آواکس‌های آمریکا
ای-۳ سنتری

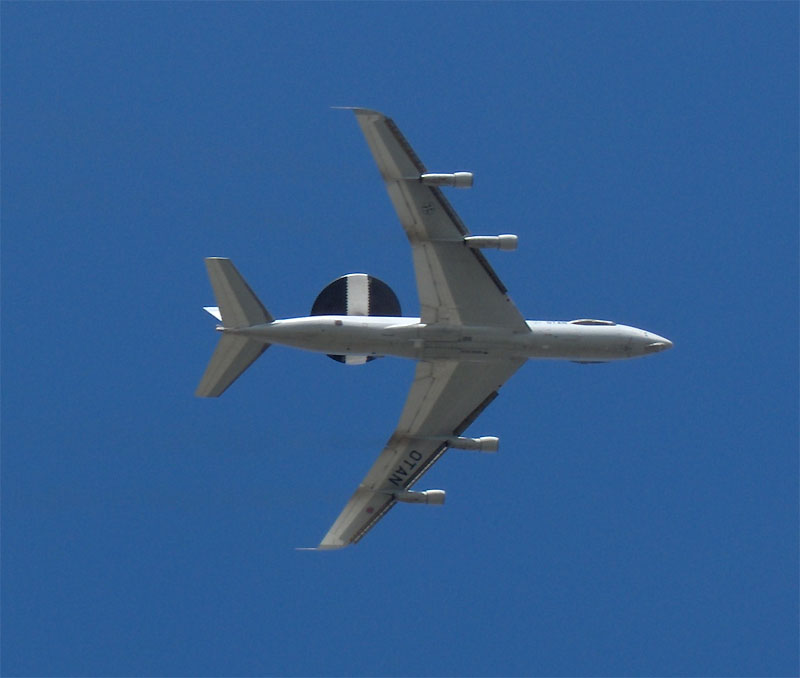
لحظاتی پس از برخاستن E-۳ سنتری

ای-۳ سنتری معروف به آواکس هواپیمای آواکسی است که گروه دفاع و فضای شرکت بوئینگ با استفاده از رادار وستینگ هاوس (که امروزه نورثروپ - گرومن نام دارد) در سامانه رادوم «راتودم» طراحی کرده‌است. این سامانه با استفاده از بدنه هواپیمای مسافربری و ترابری بوئینگ ۷۰۷ ساخته شده و نسخه اصلاح شده آن اخیراً با استفاده از بوئینگ ۷۶۷ ساخته شده‌است. فقط خطوط هواپیمایی ژاپن از رادوم بوئینگ ۷۶۷ استفاده می‌کند. همه E-۳های ناتو و آمریکا از نوع بوئینگ ۷۰۷ هستند.
نیروی هوایی ایالات متحده (۳۲ فروند)، ناتو (۱۸ فروند که یکی سقوط کرد)، نیروی هوایی بریتانیا (هفت فروند)، نیروی هوایی فرانسه (چهار فروند)، نیروهای نظامی عربستان سعودی (پنج فروند) و نیروهای دفاعی ژاپن از سامانه آواکس استفاده می‌کنند. ایران نیز در سال ۱۹۷۷ سفارش هفت فروند از این هواپیما را داده بود. کنگره آمریکا به دلیل احتمال دستیابی شوروی به تکنولوژی آنها و همچنین نبود متخصص لازم برای بهره‌برداری از آنان در ارتش ایران، مخالف فروش این هواپیما به ایران بود. که با وقوع انقلاب سفارش ایران لغو شد. اما در سال ۱۳۶۹ یک فروند آواکس مدل ایلیوشین ایل-۷۶ به رایگان همراه ده‌ها هواپیمای دیگر از عراق غنیمت گرفت که در سانحه‌ای از بین رفت.
نیروی هوایی ایالات متحده تعداد زیادی هواپیمای ۳۳E-3B و سنتری E-3C در اختیار دارد که اغلب آنها در پایگاه هوایی تینکر در شهر اوکلاهاما از ایالت اوکلاهاما قرار دارند. ناوگان سنتری نیروی هوایی ایالات متحده آمریکا که از سال ۱۹۷۷ فعال بوده امنیت بسیار زیادی دارد و تنها یک فروند از این هواپیماها در آلاسکا سقوط کرده و یک فروند دیگر هم به شدت آسیب دیده (بال پورت خارج از # موتور شماره ۱) که این حادثه طی یک سوخت‌گیری هوایی (در طی مانورهای پرواز) در حریم هوایی عربستان سعودی طی عملیات ELF-۱ رخ داده‌است. حادثه سقوط در آلاسکا برای هواپیمای Yukla ۲۷، با شماره دم ۳۵۴ در هنگام برخاستن از پایگاه هوایی المندورف آلاسکا در ۲۲ سپتامبر ۱۹۹۵ رخ داد که علت حادثه ورود چندین غاز برفی کانادایی به درون موتورهایش بود. همه ۲۴ کانادایی و آمریکایی جان خود را از دست دادند. دو مراسم یادبود برای این حادثه ترتیب داده شد: مراسمی در پایگاه هوایی المن دورف و مراسمی در پایگاه هوایی تینکر.
نشان افتخار مدیر جنگ هوایی و نشان افتخار مدیر اسلحه دو نشان دفاع هوایی هستند که (به ترتیب) به افسران و پرسنل هوایی E-۳ یا عملیات‌های مشابه C۳ که در سامانه‌های رادار زمینی اجرا می‌شوند اختصاص یافته‌اند. مدیران جنگ هوایی آواکس نیروهای هوایی ایالات متحده (ABM) نشان‌هایی مشابه نشان‌های خلبانان و دریاداران دریافت می‌کنند.
در صورت تأمین بودجه، سامانه آواکس در صنایع هوایی ایالات متحده در مورد هواپیمای E-10 MC2A به خدمت گرفته خواهد شد.
ای-۲ هاوکی
ئی-۲ هاوکی ساخت شرکت گرومن رایج‌ترین و پراستفاده‌ترین هواپیمای آواکس دنیا است که تاکنون ۱۶۸ فروند از آن ساخته شده‌است. ای-۲ در سال ۱۹۶۵ وارد خدمت ارتش ایالات متحده شد و در کشورهای آمریکا، فرانسه، مکزیک، ژاپن، مصر و تایوان از آن استفاده می‌شود و در گذشته اسرائیل (تا سال ۱۹۹۹) و سنگاپور (تا سال ۲۰۱۲) هم آن را به کار می‌گرفتند. ئی-۲ یک هواپیمای دوموتوره توربوپراپ است و از ابتدا به عنوان هواپیمای آواکس طراحی و ساخته شد در حالی‌که ئی-۳ و بیشتر سامانه‌های آواکس با استفاده از طرح یک هواپیمای موجود نصب شده‌اند.
این هواپیما فقط به عنوان سامانه هشدار سریع هوایی معرفی شده اما امکانات فرماندهی و کنترل هوایی هم به آن افزوده شده‌است.
آواکس بوئینگ ۷۳۷
ترکیه، استرالیا و کره جنوبی هم از آواکس بوئینگ ۷۳۷ استفاده می‌کنند. این هواپیما برعکس ای-۲ و ای-۳ برای عملیات بر روی ناوهای هواپیمابر ساخته نشده‌است.

## آواکس‌های شوروی
در سال ۱۹۵۸ سفارش ساخت اولین هواپیمای آواکس شوروی به گروه طراحی توپولف داده شد. این گروه برای ساخت این سامانه هواپیمای بمب‌افکن توپولف-۱۱۴ را انتخاب کرده و آن را با نام توپولف-۱۲۶ به یک هواپیمای هشدار سریع و کنترل هوایی تبدیل کردند. توپولف-۱۲۶ در سال ۱۹۸۴ با هواپیمای بریف آ-۵۰ جایگزین شد که هنوز هم هواپیمای آواکس اصلی نیروهای مسلح روسیه محسوب می‌شود.

## آواکس‌های اسرائیل
اسرائیل سامانه فالکون IAI/Elta را طراحی کرده‌است که از یک آرایه فعال که به صورت الکترونیکی اسکن می‌شود در کنار یک آنتن روتودوم استفاده می‌کند. اسرائیل‌ها سامانه را روی یک پلتفرم بوئینگ کار گذاشته‌اند و سامانه رادار را به هند و شیلی فروخته‌اند. استرالیا و ترکیه در نظر دارند که انواع بوئینگ ۷۳۷ AEW و C را با استفاده از سامانه رادار نورثروپ گرامن MESA به خدمت بگیرند.
اخیراً آنها از هواپیمای گلف‌استریم جی۵۵۰ استفاده کرده‌اند که در آن از سامانه‌های راداری Elta مربوط به کارخانجات صنایع اسرائیل (IAI) استفاده شده‌است.
این هواپیما با نام «Eitam» توسط اسکادران Nachshon به پرواز درخواهد آمد. این هواپیما یکی از سه آواکس گلف استریم G-۵۵۰ است که در ۲ تا ۳ سال آینده به IAF تحویل خواهد شد. Elta رادار و سامانه کنترل و فرمانی به ارزش ۵۰۰ میلیون دلار را در سه هواپیما نصب خواهد کرد. هواپیماهای گلف استریم G-۵۵۰ با استفاده از کمک‌های مالی ایالات متحده خریداری شده‌اند.
Eitam تصویری واضح از منطقه دیگری را به دست می‌دهد که در آن هواپیماهای دوست و دشمن و میزان دسترسی به هدف مشخص می‌شود و ارتباط با بقیه هواپیماها و پایگاه نظامی به سادگی امکان‌پذیر است. این سامانه هواپیما می‌تواند مقادیر زیادی از اطلاعات را پردازش کند.